# Tablito
Tablito é um picolé vendido no Brasil pela marca comercializadora de sorvetes Kibon, hoje pertencente ao grupo Unilever.

## O picolé
Considerado por muitos um clássico, estando ao lado de Brigadeiro, Chicabon, Eskibon e Frutilly, Tablito é um  picolé contendo chocolate ao leite envolvido por sorvete de creme e coberto com uma casquinha crocante de chocolate branco. Vendido desde os anos 80 sob a marca Kibon, possui 231kcal ou o equivalente a 970kJ por porção (63g).